# La Plaine-sur-Mer
La Plaine-sur-Mer (bret. Plaen-Raez, gallo La Plaènn) – miejscowość i gmina we Francji, w regionie Kraj Loary, w departamencie Loara Atlantycka.
Według danych na rok 2010 gminę zamieszkiwało 3835 osób, a gęstość zaludnienia wynosiła 233 osoby/km².

## Przypisy

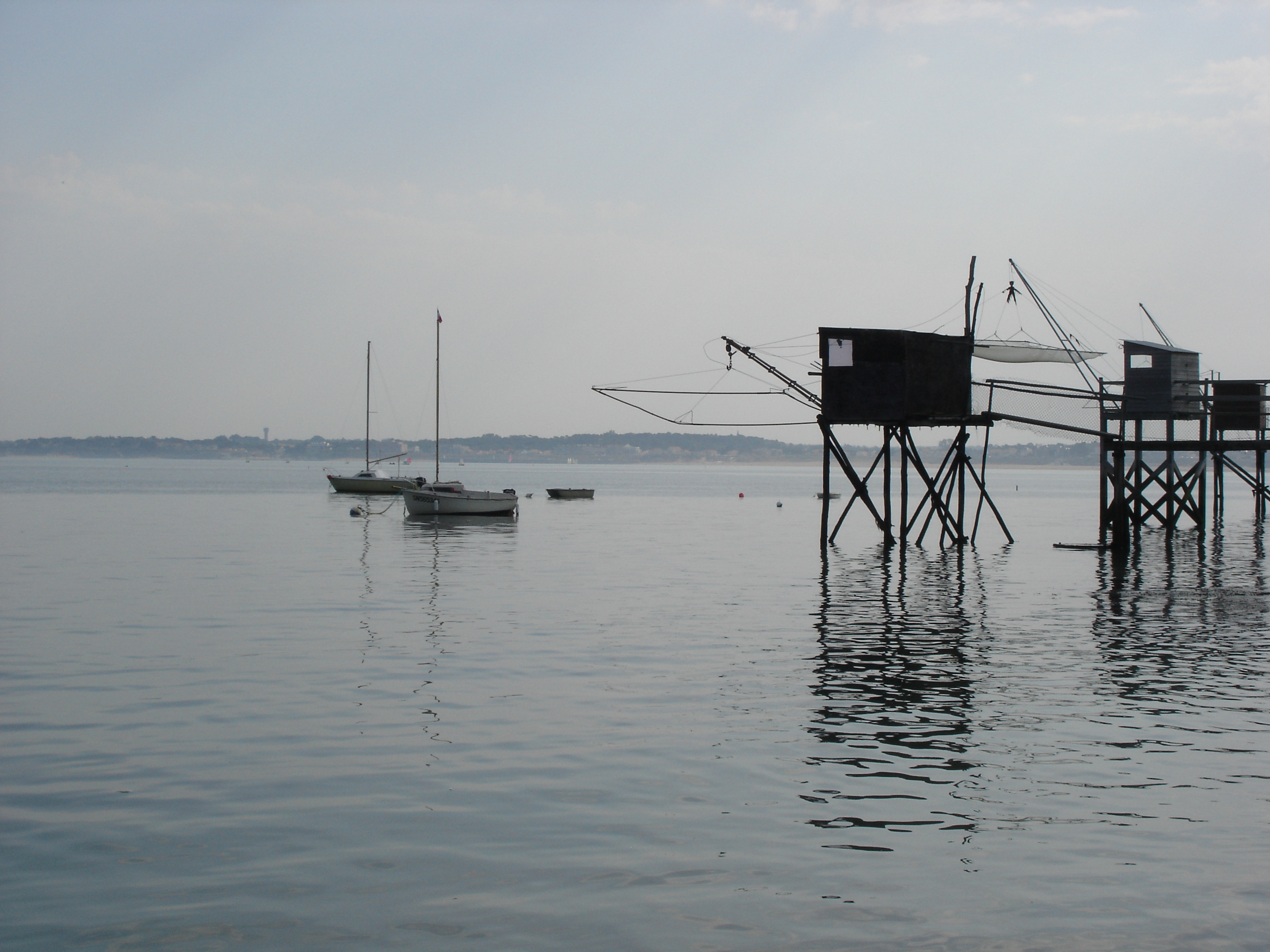
La Plaine-sur-Mer